# جيليكا بافليتشيتش
جيليكا بافليفيتش ستيفاتشيتش (بالكرواتية: Jelica Pavličić-Štefančić) هي عداءة مسافات قصيرة كرواتية يوغوسلافية ولدت في يوم 4 فبراير 1954 في قرية سلوني في كرواتيا. أبرز إنجازاتها هو فوزها بالميدالية الذهبية في بطولة أوروبا لألعاب القوى داخل الصالات 1974 في سباق 400 متر. وفازت بالميدالية الذهبية في دورة ألعاب البحر الأبيض المتوسط 1975 وألعاب البحر الأبيض المتوسط 1979.